# San Buono
San Buono est une commune de la province de Chieti dans la région Abruzzes en Italie.

## Administration
| Période                                  | Période  | Identité          | Étiquette | Qualité |
| ---------------------------------------- | -------- | ----------------- | --------- | ------- |
| 14 juin 2004                             | En cours | Giuseppe Di Santo |           |         |
| Les données manquantes sont à compléter. |          |                   |           |         |

### Hameaux
Convento frati minori, Pantano, Sodero 

### Communes limitrophes
Carpineto Sinello, Fresagrandinaria, Furci, Gissi, Liscia, Palmoli